# Zum weißen Roß (Magdeburg)

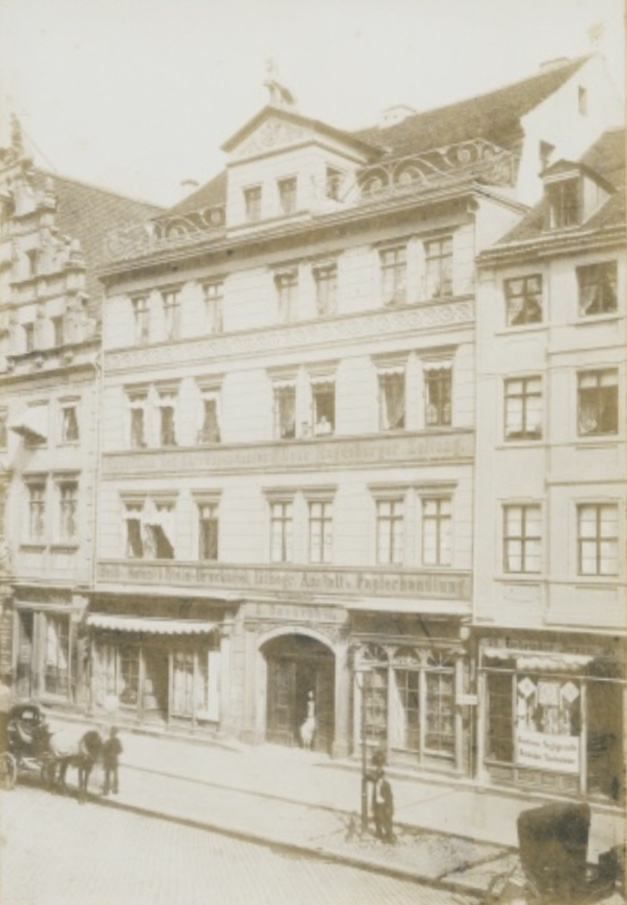
Haus Zum weißen Roß, um 1900

Das Haus Zum weißen Roß, auch Zum weißen Pferd, war ein Wohn- und Geschäftshaus in Magdeburg im heutigen Sachsen-Anhalt.

## Lage
Es befand sich in der Magdeburger Altstadt an der Adresse Breiter Weg 19 auf der Ostseite des Breiten Wegs. Unmittelbar nördlich des Hauses befand sich das Haus Zum Türmchen, südlich das Haus Zur goldenen Kringel.

## Geschichte und Architektur
Eine erste urkundliche Erwähnung eines Hauses to dem witten perde in Magdeburg ist bereits aus dem Jahr 1378 überliefert. Hierbei könnte es sich bereits um das spätere Grundstück gehandelt haben. Im Jahr 1631 gehörte das Haus möglicherweise Hans Lawe (auch Laue oder Löwe), dann dem Gastwirt Michael Schlegel, der jedoch 1638 in Stendal getötet wurde. Seine Witwe heiratete Johann Friedrich Alemann, der dann erstmalig 1641 als Eigentümer geführt wurde. Noch im Jahr 1648 war das Grundstück, wohl infolge der Zerstörung Magdeburgs im Jahr 1631 eine Brandstätte. In der Zeit bis 1672 bebaute Alemann das Grundstück und bezog dabei ein als Köppesche Stätte bezeichnetes Grundstück mit ein. Im Jahr 1672 veräußerte Alemann das Brau- und Gasthaus für 3150 Taler an den Krottorfer Amtmann Jakob (oder Joachim) Friederichs, der zuletzt 1674 als Eigentümer genannt wurde. 1679 und 1683 gehörte es Bartold Hörnicke, 1686 dann dem Kämmerer des Domkapitels, Johann Bilzing. Bilzing verpachtete das Anwesen an den Schiffer Andreas Neide, der es letztlich 1690 für 3000 Taler dann von ihm erwarb. Neide verstarb 1703, bis 1716 folgte ihm seine Witwe als Eigentümerin nach. Ihr Schwiegersohn, der Gastwirt Bendix Etebeer, erwarb es 1717 aus ihrem Nachlass für 7020 Taler. In einer Notiz aus dem Jahr 1714 wird als ehemaliger Besitzer des Hauses der ehemalige Amtsverwalter I. H. Köhler genannt. Er habe jährlich 600 Taler Pacht von dem prächtigen Hause nehmen können, sei aber durch seinen Lebenswandel in große Gefahr für Leib und Seele geraten.
In der Zeit um 1823 gehörte es dem Schiffer C. F. Steger. Im 19. und 20. Jahrhundert gehörte das Haus der Familie Baensch, die auf dem hinteren Teil des Grundstücks, zur Bärstraße hin die Baensch’sche Buchdruckerei betrieb. 1837 wurde das Haus aufgestockt und war seitdem viergeschossig. Die Fassade zum Breiten Weg des klassizistischen Hauses war asymmetrisch siebenachsig angelegt. Mittig thronte auf dem Haus ein zweiachsiges eingeschossiges Zwerchhaus, das seinerseits von einer Pferdeskulptur bekrönt wurde, die Gegenstand einer Haussage ist. Bedeckt war das Gebäude durch ein Mansarddach.

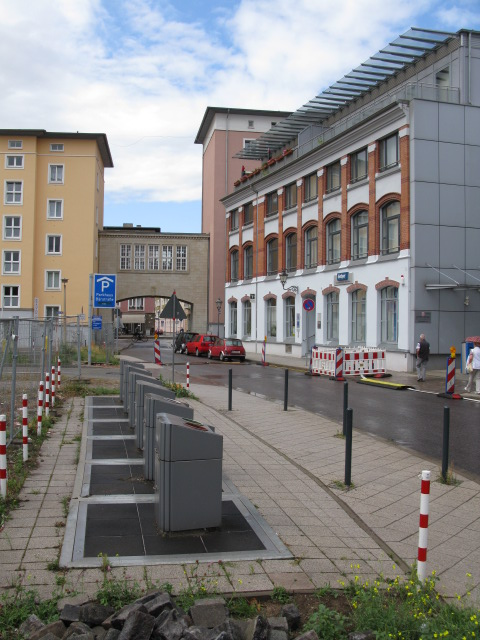
Bärstraße 9 im Jahr 2009

Zum Grundstück gehörte als Hinterhaus das erhaltene Haus Bärstraße 8, 9. Zur Bärstraße bestand auch eine Grundstücksausfahrt.
1942/1943 war die Witwe Ruth Tamms Eigentümerin, die auch ein Papierwarengeschäft im Haus betrieb. Als Mieter waren der Rechtsanwalt und Notar B. Hofmann, die Magdeburger Apotheker Konferenz e.V., die Parfümerie J. F. Baum, das Zigarrengeschäft F. Schmidt, das Geschäft für Damenhüte Marie Block und auch weiterhin die Buchdruckerei Baensch jun. AG ansässig.
Bei Luftangriffen im Zweiten Weltkrieg wurde das Vorderhaus zerstört. Die Ruine wurde am 30. und 31. August 1946 für 243,53 Reichsmark abgerissen. Das Hinterhaus zur Bärstraße blieb erhalten und wurde ab 1950 als Oranien-Kurbad genutzt. Die noch bis 1944/1945 auf dem Haus befindliche Pferdeskulptur, war nach der Zerstörung nicht mehr zu finden.

## Sage
Für das Haus besteht eine eigene Haussage. Danach soll der Domherr Heinrich von Asseburg in der Zeit der protestantischen Administratoren Joachim Friedrich und Christian Wilhelm von Brandenburg Ende des 16. Anfang des 17. Jahrhunderts mit seiner Familie im Haus gelebt haben. Völlig überraschend verstarb seine geliebte Frau Sophie, eine geborene von Hahn. Sie wurde im Magdeburger Dom aufgebahrt und am folgenden Tag in der Gruft der Familie beigesetzt. Nach der Beisetzung schlich sich einer der Totengräber, andere Angaben nennen den Küster, in der Nacht zurück in die Gruft und stahl den der Toten mitgegebenen Schmuck. Da sich ein Ring schlecht lösen ließ, setzte er ein Messer an, worauf zum Schrecken des Totengräbers die Hand der Leiche zurückzuckte. Sophie von Asseburg, die nur Scheintod gewesen war, erwachte und richtete sich auf, worauf der Totengräber panisch floh. Sophie ging mühsam und sehr geschwächt nur mit dem Totenhemd bekleidet durch die nächtlichen menschenleeren Straßen Magdeburgs vom Dom zurück nach Hause. Dort klopfte sie an der Tür, worauf ein alter Diener öffnete. Als er die totgeglaubte, geisterhaft wirkende Sophie sah, rannte er die Treppe hoch, weckte Heinrich und teilte ihm mit, dass seine tote Frau an der Tür stehe. Der schlaftrunkene Heinrich wies den Diener zurecht: Was erzählt ihr da, alter Narr? Wie mein Schimmel nicht aus dem Stall die Treppe heraufkommen und aus dem Dachfenster schauen kann, so kann meine Frau nicht wieder der Gruft entsteigen! Nachdem er dies gesagt hatte, hörte man zunächst Hufgetrappel auf der Treppe, dann das Aufschlagen des Dachfensters und schließlich ein freudige Wiehern seines Pferdes. Daraufhin lief Heinrich die Treppe hinunter und umarmte seine Frau.
Zur Erinnerung an das Ereignis ließ Heinrich an dem Dachfenster einen Pferdekopf anbringen. Beim Wiederaufbau erhielt das Haus eine vollständige Darstellung des Pferdes als Wahrzeichen. Heinrich gab kurze Zeit nach dem Vorfall ein Gemälde für ein Epitaph in Auftrag. Links soll Heinrich, rechts seine Ehefrau dargestellt sein. Sophie wurde bleich dargestellt. Der Sage nach sollen auch die Kinder ihr Leben lang eine solche Blässe aufgewiesen haben. Heinrich verstarb 1611 und wurde in der Familiengruft beigesetzt.
Nach der Zerstörung des Hauses im Jahr 1631 soll im Flur des 1672 neu errichteten Hauses die Inschrift gestanden haben:
Dies Haus ist von der Sag umwoben,

das weiße Roß bezeugt es droben,

Hier spürest du der Ahnen Walten,

Urenkel es in Ehren halten.

## Anknüpfungspunkte der Sage

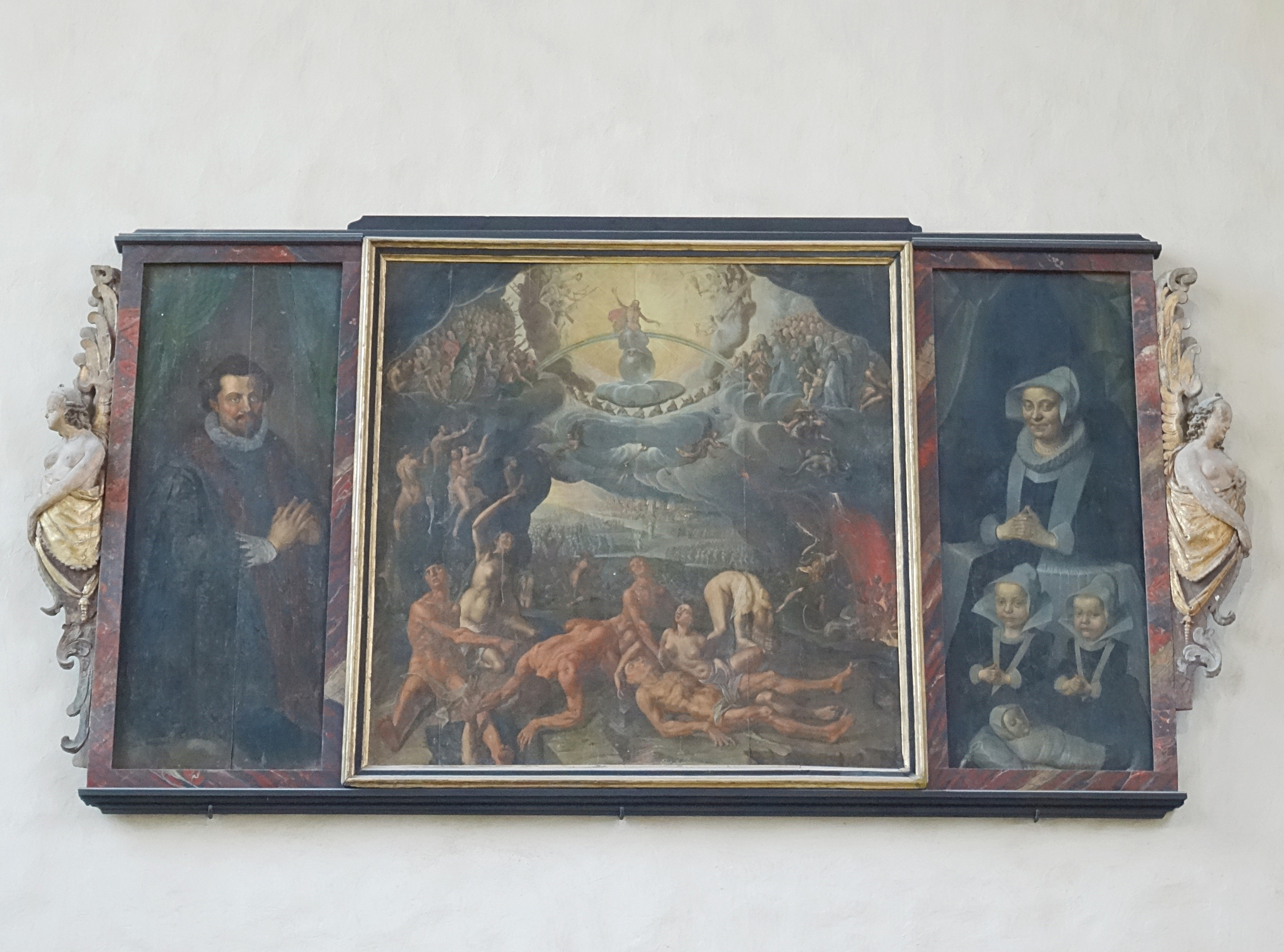
Asseburgsches Epitaph im Magdeburger Dom im Jahr 2016

Die Sage entstand wohl erst in der Zeit um 1800. Eine frühe Fassung der Sage liegt als Mathilde von Asseburg von Friederike Lohmann aus dem Jahr 1826 vor. Bei ihr ist die Scheintote eine geborene von Bornstedt, deren Mutter das Gut Hornhausen gehört. Mathilde heiratet in der Zeit des Dreißigjährigen Kriegs Gotthard von der Asseburg, der zunächst bei Christian von Braunschweig und Gustav Adolf gedient haben.
Der Name des Hauses ist deutlich älter als 1800, so dass anzunehmen ist, dass die Sage vom Hausnamen inspiriert ist. Einen Heinrich von der Asseburg, auf den auch tatsächlich das noch heute im Dom an der Westwand des südlichen Seitenschiffes erhaltene, 1611/1612 entstandene Epitaph zurückgeht, lebte in der Zeit tatsächlich in Magdeburg, allerdings nicht im Haus Zum weißen Roß, sondern in der Stiftsfreiheit. Eine Witwe des Heinrich von der Asseburg ist in der Zeit vor 1631 als Mieterin für das Grundstück Prälatenstraße 7c belegt. Die auf dem Epitaph des Heinrich von der Asseburg abgebildete Frau heißt nicht Sophie, sondern Anna von Asseburg mit ihren Töchtern Anna-Sophia und Henrika-Sophia sowie einem totgeborenen Kind, das liegend mit geschlossenen Augen dargestellt wird. In der Leichenpredigt für Heinrich von der Asseburg aus dem Jahr 1611 und auch auf dem Grabmal im Magdeburger Dom finden sich keine Hinweise auf die Sage.
Eine weitere einen Scheintod und das gleiche Epitaph thematisierende Geschichte ist die Sage Mathilde von Heideck. Die Wiederkehr aus der Gruft.